# Deutsche in der Türkei

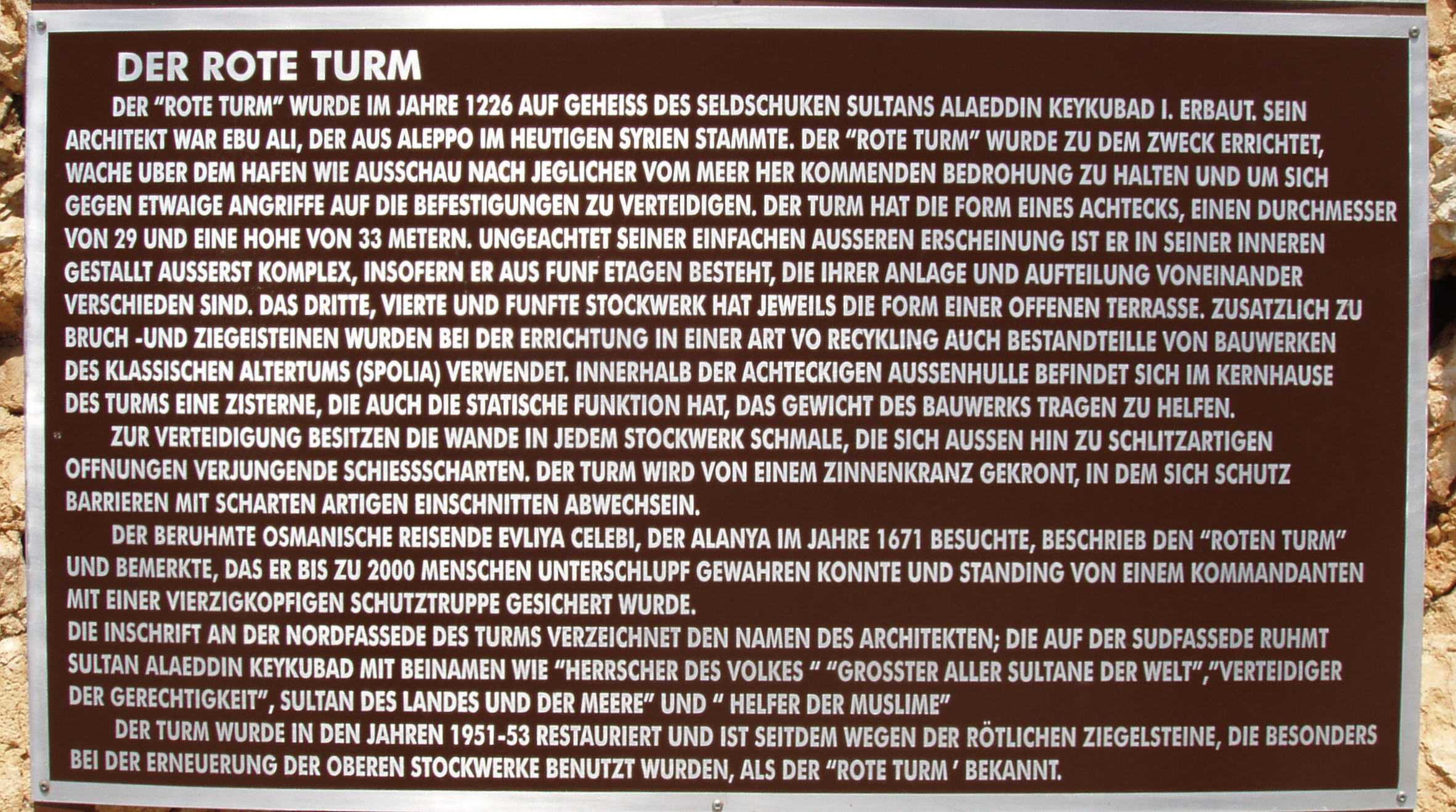
Museumshilfe auf Deutsch in der Türkei

Im Jahr 2007 lebten geschätzt über 50.000 Deutsche in der Türkei (türkisch Türkiyeli Almanlar), hauptsächlich mit türkischen Ehepartnern verheiratete Deutsche, Fachkräfte, Rentner und Langzeittouristen, die die meiste Zeit des Jahres im Land verbringen. Viele von ihnen sind Eigentümer einer Wohnung oder eines Hauses an einer türkischen Meeresküste oder in einer Küstenregion.
Außerdem leben in der Türkei auch Nachkommen von deutschen Exilanten, die während der Zeit des Nationalsozialismus in die Türkei flohen und nach Kriegsende dort blieben.
Die Bosporus-Deutschen in Istanbul sind Deutschstämmige mit türkischer Staatsangehörigkeit, deren Vorfahren (teilweise seit dem Spätmittelalter) im Osmanischen Reich lebten.

## Geschichte
Die Offiziellen und die Handwerker, die während der engen Beziehung mit dem Osmanischen Reich zur Zeit Kaiser Wilhelms II. entsandt waren, bildeten die damals sogenannten Bosporus-Deutschen. Einige Deutsche dieser Gruppe konvertierten in den 1920er Jahren zum Islam. Nach ihrer Rückkehr siedelten sie als kleine islamische Gemeinde in Deutschland bzw. im Raum Berlin.
1933 und in den Jahren darauf, nach der Machtübernahme des NS-Regimes im Deutschen Reich, emigrierten oder flohen viele Deutsche in die Türkei. Deutschen Emigranten – darunter zahlreiche  Akademiker – wurden Professorenstellen an den türkischen Universitäten angeboten. Die Zahl der „exilierten Deutschen“, die sich vor allem in Istanbul und Ankara ansiedelten, stieg auf schätzungsweise über 800 an.